# 聂灵沼
聂灵沼（1917年—2008年），男，湖南桃源人，中国数学家，曾任北京大学教授、博士生导师。与丁石孙合著有《代数学引论》。